# 尼尔·福伯格
尼尔·福伯格（英语：Neil Folberg，1950年—）是一名美籍以色列摄影师和画廊主。

## 早年生活和教育
尼尔·福伯格于1950年出生于美国旧金山，父亲是多家画廊的拥有者约瑟夫·福伯格（Joseph Folberg)。16岁时，福伯格得到美国摄影师安塞尔·亚当斯的邀请，在其于优胜美地国家公园建立的摄影工作室学习。
17岁时，福伯格进入柏克莱加利福尼亚大学学习。本打算专注于自然科学领域，却在时任柏克莱加利福尼亚大学建筑与设计学院（Berkeley's school of architecture and design）院长威廉·加内特的建议下进入摄影专业（photography studies），并成为安塞尔·亚当斯的门徒。

## 摄影生涯
1976年，福伯格搬到了以色列。以该国南部沙漠景观为对象，福伯格开始了一系列彩色摄影创作。该系列与他在西奈半岛以及约旦创作的摄影作品一道，被收录在了由阿布维尔出版社出版的《沙漠之地》（In a Desert Land）书中。
受光圈基金会委托，福伯格的第二本书《我必存其中》将视角放在了存在于世界各地，历史悠久的犹太教堂的构造与设计上。该书于1995年由光圈出版社出版，并于当年赢得了全国犹太图书奖。
2001年，光圈出版社出版了福伯格的第三本书《天体之夜》。该书收录了福伯格在20世纪90年代到21世纪初所拍摄的，以繁星夜下的大地为拍摄对象，将底片以数码形式叠加创造出的黑白摄影作品。
2005年，福伯格与美国国家青年艺术基金会联合创始人林·艾理生一道，创作出了他的第四本书《与梵高和印象派画家的旅行》，该书由阿布维尔出版社出版。
除了图书作品之外，福伯格的影像作品也被收录在纽约大都会艺术博物馆， 法国国家图书馆， 华盛顿史密森学会， 旧金山现代艺术博物馆， 洛杉矶县艺术博物馆， 耶鲁大学艺术画廊， 特拉维夫艺术博物馆，  和以色列博物馆等艺术场馆中。

## 耶路撒冷画廊
在父亲去世不久后，福伯格于1998年将父亲位于旧金山教会区的画廊“视觉画廊”搬迁至耶路撒冷，并营业至今。